# Sphaerospira bellaria
Sphaerospira bellaria är en snäckart som först beskrevs av Tom Iredale 1937.  Sphaerospira bellaria ingår i släktet Sphaerospira och familjen Camaenidae. Inga underarter finns listade i Catalogue of Life.